# A Gyűrűk Ura: Harc Középföldéért II
A Gyűrűk Ura: Harc Középföldéért II (The Battle for Middle-earth II) egy 2006-os valós idejű stratégiai videójáték, amelyet az Electronic Arts fejlesztett és adott ki. A J. R. R. Tolkien által írt A Gyűrűk Ura és A hobbit című fantasy regényeken alapszik, illetve e regények élőszereplős filmtrilógia-adaptációin. Egyben folytatása A Gyűrűk Ura: Harc Középföldéért című videójátéknak, amit szintén az Electronic Arts adott ki 2004-ben. A standard kiadás mellett a játéknak a Gyűjtői kiadását is piacra dobták, amelyben bónusz anyagok voltak elérhetőek és egy dokumentumfilm a játék fejlesztéséről.
A Gyűrűk Ura: Harc Középföldéért II cselekménye Jó és Gonosz hadjáratokra oszlik. A Jó hadjárat középpontjában Glorfindel, a tünde áll, aki értesül egy Völgyzugolyban található tünde menedékhely elleni támadás tervéről. A törpök és más Jó seregek segítségével a tündék megpróbálják elpusztítani Sauront és a hadseregét annak érdekében, hogy visszaállítsák a békét Középföldén. A Gonosz hadjáratban Sauron elküldi Sauron száját és a nazgûlokat, hogy vad orkokat toborozzanak. A hadseregével Sauron bevégezheti azon tervét, hogy megsemmisítse északon a megmaradt Jó seregeket. A játék Windows változatát 2006 márciusában, az Xbox 360-as verziót pedig 2006 júliusában adták ki.
A videójáték-kritikusok általánosságban jó fogadtatásban részesítették a Harc Középföldéért II-t. Az ismertetések dicsérték A Gyűrűk Ura világának integrációját a valós idejű stratégiai játék műfajába, míg a kritikák a játék kiegyensúlyozatlan többjátékos módját bírálták. A Gyűrűk Ura: Harc Középföldéért II számos díjat elnyert, többek között az IGN Szerkesztők választása díját. 2006 március végén A Gyűrűk Ura: Harc Középföldéért II a negyedik helyre ért fel a PC-játékok havi eladási listáján. A játék Windows-alapú kiegészítő csomagját 2006 novemberében adták ki A boszorkánykirály felemelkedése néven. Tartalmaz egy új nemzetet (Angmar), új egységeket és néhány javítást a játékmenetben. A játék hivatalos Windows-alapú szervereit 2010-ben, míg az Xbox 360-as szervereit 2011-ben kapcsolták le, ám a Windows felhasználók továbbra is tudnak játszani nem hivatalos szervereken.

## Játékmenet
A Harc Középföldéért II egy valós idejű stratégiai játék. Hasonlóan elődjéhez a játékban bázist kell építeni, amelyben különféle építmények biztosítják a harci egységek létrehozását, az erőforrások gyűjtését, a kutatást és a védekezést. A harci egységek célja az ellenség megtámadása és a játékos bázisának védelme. A játékosok úgy győzhetnek, hogy megsemmisítik az ellenség összes olyan építményét, amely harci egységeket hoz létre.[1][2] Ellentétben az előző játékkal, a játékosnak korlátlan számú építménye lehet bárhol a térképen, ami nagyobb szabadságot jelent a bázisépítésben és a harci egységek létrehozásában.[3] A játékosok falakat is emelhetnek a bázisuk megvédése érdekében; ám a fal csak egy bizonyos távolságra építhető meg a játékos erődítményétől. Építhetnek nyíl és katapult tornyokat is az erődítmény közelében a védekezés támogatása és az alapvető védelem érdekében.[1][2][3] Emellett minden nemzet erődítménye egyedi speciális képességgel rendelkezik, amely csak a szükséges fejlesztések megvásárlása után érhető el. A játék HUD-ja egy palantír (látókő), amely a játékos hősének egységeit és azok képességeit mutatja, továbbá a mini-térképet és a küldetéseket.[4]
A harci egységek a következő osztályokba sorolhatók: gyalogság, íjászok,[4][5] lándzsások,[5][6] lovasság[4] és ostromgépek.[6] Minden harci osztálynak egyedi erősségei és gyengeségei vannak, ami által fontossá válik az egységek megfelelő kombinálása a hatékonyságuk növelése érdekében.[6] A hősök olyan speciális harci egységek, amelyekből csak egyetlen darab hozható létre; lehetnek a regény szereplői, például Aragorn, Legolas, Gimli, Saruman, nazgûl, Sauron szája, Arwen és Shelob, vagy létrehozhatók a játék hősgeneráló felületén (kizárólag a PC-verzióban elérhető).[5][6][7] Ha a játékos megöli Gollamot, aki nem játékos által irányított karakter (NPC), megszerzi az Egy Gyűrűt. A Gyűrű arra használható, hogy 10 000 erőforrás elköltése fejében megidézze a két gyűrűhőst, Galadrielt vagy Sauront, a játékos választott nemzetétől függően. A gyűrűhősök rendkívül erős páncélzattal és támadóerővel rendelkeznek, ezáltal ők a játék domináns harci egységei.[8][9]
A sorozat első játékából megörökölt The War of the Ring (A Gyűrű háborúja) mód kombinálja a körökre osztott stratégiai elemeket a valós idejű összecsapásokkal. Középfölde több területre van felosztva; a játékosok csak az ellenőrzésük alatt álló területeken emelhetnek olyan épületeket, amelyekben harci egységeket tudnak létrehozni. Minden körben a játékos semleges és ellenséges területekre irányíthatja a seregeit, hogy azokat is ellenőrzése alá vonja. Míg a semleges területeket elfoglalhatja pusztán azáltal, hogy rájuk lép, az ellenséges területeket el kell hódítania egy másik játékostól úgy, hogy összecsap vele és legyőzi. A csapatok helyőrséget képezhetnek az elfoglalt területeken az ellenség támadásainak kivédése érdekében. Amikor a játékos úgy dönt, hogy megtámad egy másik területet, vagy amikor az ő területeinek egyikét rohanja le az ellenség, átengedheti a számítógépnek a csata kimenetelének meghatározását (szimuláció) vagy valós idejű csapatirányítással önmaga játszhatja le a csatát. Az összecsapás győztese megkapja a területet, és az összes megmaradt egység tapasztalati pontokat szerez. A játék megnyeréséhez a játékosoknak vagy ellenőrzésük alá kell vonniuk az ellenség főterületét, vagy el kell foglalniuk Középfölde területeinek egy bizonyos hányadát.[1][2][3][9]
A Harc Középföldéért II három új nemzetet tartalmaz – orkok, törpök és tündék – egyedi harci egységekkel és hősökkel. Rohan és Gondor pedig egy nemzetben egyesül, melynek neve: a Nyugat népe. Az első játékból átemelt Mordorral és Vasudvarddal együtt tehát összesen hat játszható nemzet van. Gondor csapatai szilárd támadó- és védekezőerőt jelentenek, sztenderd gyalogsággal és íjászokkal, míg Rohan rohírjai képviselik az elit lovasságot. A tünde íjászok távolról hatékonyak, míg támogató egységeik, az entek, a közelharcot és az ostromot képesek kombinálni; a tündék általában az egyik legerősebb védekező nemzetnek számítanak erős íjász egységeik és az ’ezüsttövisű nyílvesszőik’ miatt. A törp gyalogság, a lándzsások és a fejszehajítók lassúak és drágák, ugyanakkor rendkívül erősek és jól páncélozottak, így még a leghosszabb csatákban is győzni tudnak. Az ork nemzetet Középfölde vad lényeinek és fenevadainak csapata alkotja, köztük orkok, trollok, pókok és sárkányok, akik nagy számban a leghatékonyabbak. Az ork íjász és katona egységek egyetlen előnye, hogy olcsók, csupán 75 erőforrásba kerülnek, és gyorsabban toborozhatók, mint a többi egyszerű gyalogsági egység. A vasudvardi csapatok jól kiképzett uruk-hai-ok Saruman parancsnoksága alatt. Vasudvard egyszemélyes hadseregként használja a berserkereket, akik rendkívüli gyorsasággal mozognak és jelentős pusztítást okoznak (különösen az ellenség épületei és hősei közt). Ráadásul Vasudvard az egyetlen gonosz nemzet, amely falakat tud építeni. Mordor erői orkokból, emberekből, trollokból, olifántokból és Sauron segédeiből állnak. A mordori orkoknak kemény páncélzatuk van, ami hasznos, mert elnyeli az ellenség sebzéseit, lehetővé téve az erősebb egységek támadását. A trollok járulnak hozzá leginkább a mordori offenzívákhoz erős közelharci támadásaikkal és azon képességükkel, hogy sziklákat hajítsanak vagy kardként használják a fákat.[3][6][10]

## Cselekmény
A játék Középfölde északi tartományaiban játszódik, ezért fókuszában az Északi háború eseményei állnak.[11] A játékmenet kedvéért a játék itt-ott elszakad Tolkien műveitől és a filmtrilógiától. Egyes karaktereknek a megjelenése, képessége és szerepe is megváltozott; például a játékban harci szerepet kap Bombadil Toma, a vidám és titokzatos remete, aki a regényváltozatban nem vesz részt a háborúban.[5][12] Továbbá a játék kölcsönöz néhány elemet Tolkien korábbi regényéből, A hobbitból, beleértve Bakacsinerdő óriáspókjait.[13][14] A Gyűrűk Ura: Harc Középföldéért II cselekménye Jó és Gonosz hadjáratokra oszlik. Mindkét hadjárat az újonnan megjelenő nemzetek (tündék, törpök, orkok) által vívott csatákra fókuszál.[3] A játékos kilenc rögzített küldetésen halad keresztül könnyű, közepes vagy nehéz szinten.[15] A küldetések között hangalámondásos vágójelenetek viszik előre a cselekményt.[3]
A Gonosz hadjárat az Északi háború alternatív verzióját követi végig. Sauron északra küldi Sauron száját és a nazgûlokat, hogy vad orkokat toborozzanak. Segédei vezetik az ork hadsereget, és támadást indítanak a tünde erdő, Lothlórien ellen. A kemény ellenállás ellenére lerohanják az erdőt, Celebornt megölik, Galadriel pedig elmenekül Völgyzugolyba; a masszív invázió elemi erejétől még Caras Galadhon városa is romba dől. Sauron szája a következő támadást tervezve türelmetlenül néz bele Galadriel zsákmányolt Tükrébe, miközben orkjai diadaltort ülnek az egykor hatalmas és ősi tünde erődítmény romjai felett. Az orkok egy másik csoportja, amelyet Gorkil, az ork király vezet, megtámadja Szürkerévet a szárazföldről és a tengerről. A tünde kikötőt elfoglalják és megsemmisítik, majd megkezdik a menetelést Eriadoron át; a Megye hobbitjait szemelik ki következő célpontnak. Gorkil hordájának sikerül szétzúzni a hobbitokat és porig égetni az országukat, de Saruman szolgája, Kígyónyelv hirtelen felbukkan a vasudvardi urukok nagy seregével, és ura számára követeli a területet. Az orkok megsemmisítik a jól kiképzett hadsereget és megölik Kígyónyelvet, megszerezve így maguknak a Megyét.[6]
Gorkil folytatja menetelését nyugat felé, és ostrom alá veszi Fornostot, Arnor ősi fővárosának megerősített romjait. A védők, akik a Glóin által vezetett dúnadanokból és törpökből állnak, felmorzsolódnak a könyörtelen ork támadások nyomása alatt, és Eriador ork ellenőrzés alá kerül. Ezzel egy időben Sauron hadjáratot indít a Ködhegységtől keletre. A Dol Guldur-i orkok megsemmisítik az Erdei utat őrző tündéket és enteket, legyőzve Thranduilt, a tünde uralkodót. Bakacsinerdő eleste után Szauron szája a Kiszáradt Hangás felé vezeti hordáját, hogy mozgósítsa Drogothot, a Sárkánynagyurat, miután elpusztította a régió törpjeit. Annak érdekében, hogy végérvényesen megszabadítsa Sauront és Középföldét a törpöktől, Sauron szája megtámadja Suhatagot, az emberek városát és Erebort, Dáin törpkirály erődítményét. Hogy végső csapást mérjenek északon a Jó erői ellen, az ork horda és Sauron seregei egyesülnek Völgyzugolynál, Középfölde utolsó állva maradt erődítményénél, a Sauron elleni harcban. A sasok, a Dúnhargi Holtak Népe, Galadriel és az élve maradt tündéi, valamint a Gyűrű Szövetségének maradéka megérkeznek, hogy segítsenek Arwennek és Elrondnak, ám Sauron (mivel a halott Frodótól visszaszerezte az Egy Gyűrűt és visszanyerte teljes erejét) és minden mozgósított csapata beszállnak a csatába, és megsemmisítik a megmaradt északi Jó seregeket.[6]
A Jó hadjárat elején A Gyűrű Szövetsége küldetésre indul, hogy megsemmisítse a Hatalom Egy Gyűrűjét, míg Elrond és Glóin az északi háborút tervezik. Glorfindel, a tünde hős kideríti, hogy azonnali támadás készül Völgyzugoly, a tünde menedékhely ellen. A korai figyelmeztetésnek köszönhetően Elrond csapatai Völgyzugolyban sikeresen visszaverik az orkok támadását. A csatát követően Elrond megérti, hogy a tündéknek és a törpöknek egyesíteniük kell az erőiket, ha el akarják hárítani Sauron seregeinek fenyegetését északon. A következő csata az ork fővárosban, Ettenmoorsban zajlik, ahol megsemmisül az ork erőd, Gorkil, az ork király pedig elesik. Győzelmük után a hősök értesülnek arról, hogy Sauron parancsára az orkok Drogoth, a sárkány szolgálatába szegődtek, aki épp a Kék-hegység törpjeit tizedeli. A hősök a Kék-hegységbe sietnek, és segítenek a törp hadseregnek legyőzni Drogothot és az orkjait.[6]
Umbar kalózai, akik Sauron szövetségesei, megtámadják Szürkerévet, a nyugati partok tünde kikötőjét. A törpök, akik eleinte vonakodtak szövetségre lépni a tündékkel, végül úgy döntenek, hogy Szürkerév megsegítésére sietnek. Miután legyőzték az orkokat, és Eriador egészében béke uralkodik, a törp-tünde szövetséget most Sauron csapatai teszik próbára. Mordor ellenállhatatlan csapatai ostrom alá veszik Esgarothot, a Tóvárost, valamint Erebort, a törpök városát. Dáin törpkirály a törpök és a suhatagi emberek egy kis csoportját vezeti hazájuk megvédésében, és sikerül felszámolnia Mordor jelenlétét Esgarothban, ám kénytelen visszavonulni Ereborba, hogy megvédje magát a Sauron szája által vezetett sereg túlerejétől. A Sauron szája ellen vívott hosszú csata után a törpök megmentésére megérkezik a Thranduil király által vezetett bakacsinerdei tünde utánpótlás, legyőzve Sauron száját és hadseregét. Elrond irányítja az első támadást, de később Thranduil, Glorfindel, Glóin, Arwen és Dáin király mind egyesülnek a törp-tünde szövetség égisze alatt, hogy az entek és a sasok segítségével megvívják a végső csatát Dol Guldurnál, Sauron bakacsinerdei erődjénél. A Jó erők és három egyesített hadseregük megtörik a védelmet és elpusztítják az erődítményt, elhárítva északon az utolsó fenyegetést is.[6]

## A játék fejlesztése
A Tolkien Enterprises 2005. július 22-én megadta A Gyűrűk Ura: Harc Középföldéért II kiadójának, az Electronic Artsnak a jogokat, hogy The Lord of the Games (A Játékok Ura) néven videójátékokat gyártson A Gyűrűk Ura könyvek alapján. Ez a megállapodás egy 2001-ben kötött külön megállapodás kiegészítéseként szolgált a két cég között. Az akkori megállapodás feljogosította az Electronic Artsot, hogy videójátékokat gyártson A Gyűrűk Ura filmtrilógia alapján. Az új megegyezés pedig lehetőséget adott az Electronic Artsnak arra, hogy A Gyűrűk Ura világával szorosan összefüggő, de eredeti történetű videójátékokat alkosson. Közleményében az Electronic Arts felfedte, hogy a Los Angeles-i divíziója két játék fejlesztésébe is belekezd a licenc alapján: az egyik a Windows-alapú A Gyűrűk Ura: Harc Középföldéért II, amely az azonos című első rész folytatása, a másik A Gyűrűk Ura: Taktika (The Lord of the Rings: Tactics) a PlayStation Portable (PSP) kézikonzolra.[16]

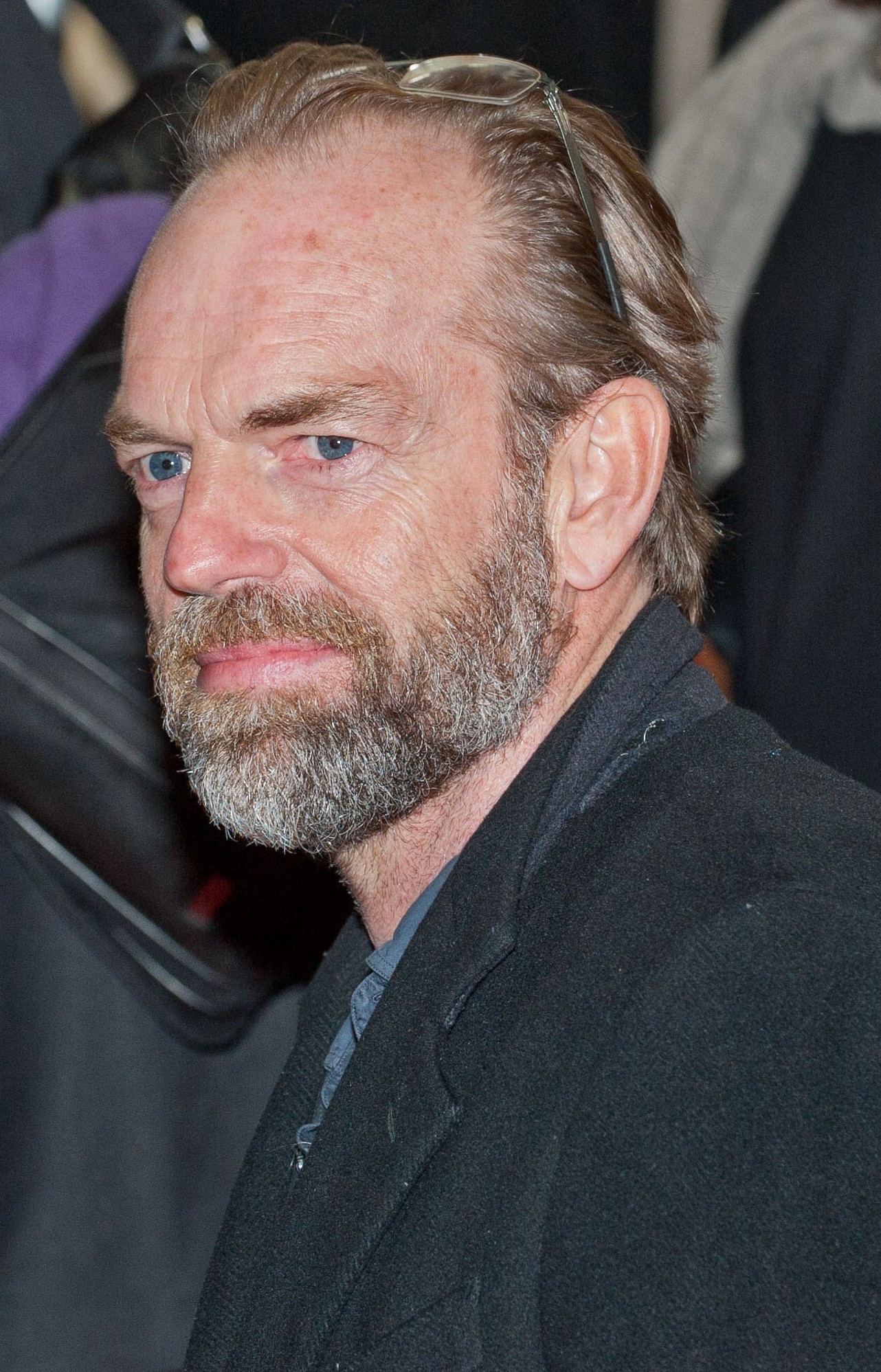
Hugo Weaving, aki Elrondot játszotta A Gyűrűk Ura filmtrilógiában, megismételte a szerepét a Harc Középföldéért II-ben, és egyben a játék vezető szinkronszínésze is volt.

2005. november 10-én az Electronic Arts bejelentette, hogy Hugo Weaving, aki Elrondot játszotta A Gyűrűk Ura filmtrilógiában, megismétli szerepét a játékban, és vezető szinkronhang-művésze lesz a Harc Középföldéért II-nek. Weaving a szinkronmunkálatok során megjegyezte: „A szinkronszínészkedést mindig igen lenyűgözőnek tartom, mert színészi eszköztáradnak csupán egyik elemével kell hangsúlyozottan dolgozni, miközben teljességgel a hangeffekt megalkotására lehet fókuszálni. De valójában nem is csak a effektről van szó, mert voltaképpen egy olyan forrásból jön létre, amely hiteles folytatása a karakternek”[17]
2006. január 13-án az Electronic Arts közölte, hogy fejlesztés alatt van a Harc Középföldéért II Xbox 360-as verziója, és azt ígérte, hogy „egyedi és intuitív játékvezérlést” fog biztosítani, amit Loius Castle valós idejű stratégiai játéktervező, a Westwood Studios társalapítója fejleszt ki. Az online játék az Xbox Live szolgáltatáson keresztül vált elérhetővé. Castle izgatott volt, hogy átültetheti konzolra a játékot, és azt nyilatkozta, hogy: „Rendkívüli élmény átélni ezeket a filmszerű csatákat HD-ben és döbbenetes surround hanghatásokkal, méghozzá a nappali szobánk kanapéjának kényelméből az Xbox 360-on. [...] Ráadásul az is nagyon izgalmas, hogy az Xbox Live-on keresztül küzdhetünk a barátainkkal.”[18]
A játék vízeffektjein nagymértékben javítottak, mivel a tengeri csaták jelentős szerepet kaptak a Harc Középföldéért II-ben. Törekedve az óceánok és tavak realisztikus megjelenésére, a fejlesztők számítógép által generált óceánt használtak, hasonlóan a filmforgatásokon bevett megoldásokhoz. A digitális víz úgy szimulálja a mély óceáni vizet, hogy visszatükrözi a környezetét a felszínen, továbbá hullámtechnológiát is használtak, amelyek nagy hullámokat generáltak a partvonalak mentén annak érdekében, hogy elmélyítsék a játékélményt. Elveszett víz alatti városokat, korallokat és halakat adtak hozzá a hatás növelése érdekében. A vizet választották az első olyan grafikai komponensül a Harc Középföldéért II-ben, amely kihasználja a DirectX 9 programozható shadereit. Ezek az újdonságok részei voltak az Electronic Arts általános stratégiájának, hogy tovább vigye A Gyűrűk Ura által nyújtott élményt, ami a filmtrilógiával kezdődött el.[19]
Richard Taylornak, a Harc Középföldéért II filmrendezőjének az volt a dolga, hogy megtervezze a játék nyitó és zárójeleneteit, valamint a hadjáratok és a küldetések bevezetését és befejezését. Mivel ez volt az első Electronic Arts játék, amely szabad kezet kapott A Gyűrűk Ura világának elemeihez, jó néhány ország, karakter és lény a könyvből először jelenik meg vizuálisan a játék vágójeleneteiben. Taylor kulcsfontosságúnak tartotta, hogy történetmesélés közben jó grafikai és hangi kombinációkat használjon, és örült, hogy Weavinggel dolgozhatott a projekten, aki az elsődleges történetmesélő volt.[20]

## Kiadás és fogadtatás
A játékot az Electronic Arts adta ki 2006. március 2-án Windowsra[21], 2006. július 5-én pedig Xbox 360-ra.[22] Az Electronic Arts piacra dobta a Gyűjtői kiadást is bónusz DVD-vel, amin új HD tartalmak vannak, például a játék eredeti zenéje teljes egészében, előzetesek és játékon belüli filmjelenetek, két dokumentumfilm Hogyan készült a Harc Középföldéért II és A játék művészete címmel, valamint képgaléria a játék több száz grafikai tervével és festménnyel.[30]
A játék általánosságban kedvező kritikákat kapott, 84%-os összesített eredménnyel a Metacriticen a Windows-os verzióért.[21] Az ismertetések dicsérték A Gyűrűk Ura franchise sikeres integrációját a valós idejű stratégiai játék műfajába, míg a kritikák a játék kiegyensúlyozatlan többjátékos módját bírálták. A Harc Középföldéért II megkapta az IGN Szerkesztők választása díját. [3] 2006. március végén, a megjelenésének hónapjában, a Harc Középföldéért II a negyedik helyre ért fel a PC-játékok havi eladási listáján, míg a Gyűjtői kiadás a nyolcadik helyre került.[31] A játék piacra dobása utáni második hónapban a Harc Középföldéért II a 12. legeladottabb PC-játék volt annak ellenére, hogy abban a hónapban általánosan 10 százalékot zuhantak a játékeladások.[32] A játék számítógépes verziója „Ezüst” eladási díjat kapott a Szórakoztató és Szabadidős Szoftverek Kiadóinak Egyesületétől (ELSPA),[33] ami legalább 100.000 kópia értékesítését jelenti az Egyesült Királyságban.[34]
A játék tesztelése után a PC Gamer kevés hibát talált benne, és általánosságban nagyon kiegyensúlyozott játéknak minősítette. A folyóirat a játék „kivitelezésének toronymagas színvonalával” is elégedett volt,[28] amivel a GamesRadar is egyetértett, kifejtve, hogy „Ritkán találkozunk ilyen magas színvonalú valós idejű stratégiai játékkal; minden egyes elemét tükörfényesre csiszolták.”[7] Miután összehasonlította az elődjével, a GamePro meggyőződött, hogy A Gyűrűk Ura: Harc Középföldéért II több alapvető szempontból is sokat javult A Harc Középföldéért első részéhez képest.[14] A GameSpot szerint A Harc Középföldéért II jobb játékmenetet biztosított, és jóval kiterjedtebben foglalta magába Középfölde világát.[2]
Néhány ismertetés a játék valós idejű stratégiai elemeit és a grafikáját dicsérte. Az IGN a Harc Középföldéért II magas színvonalát bizonyítéknak tekintette arra, hogy az Electronic Arts valóban érdekelt nagyszerű valós idejű stratégiai játékok megalkotásában.[3] Néhány kisebb problémától eltekintve, a GameZone elégedett volt a Harc Középföldéért II játékmenetével, mivel a játék eredményesen tette lehetővé a játékosoknak, hogy megtapasztalják a forrongó fantáziavilágot.[4] A folyóirat csodálta a játék Xbox 360-as verziójának megvalósítását is, miszerint ez „az egyik legsikerültebb konverzió PC-ről konzolra”; továbbá dicsérte a fejlesztőket is, amiért „az irányíthatóság tekintetében dicséretes munkát végeztek az Xbox kontroller 8 gombjának kiosztásával”.[26] Az ActionTrip a grafikát méltányolta, amely fölött szerinte „igen nehéz nem csorgatni a nyálunkat”, dicsérve a játék tervező- és művészeti csapatát, amiért az egyjátékos hadjáratban megjelenő összes helyszínt ilyen remekül kidolgozta.[35]
Számos kritikus vonzónak találta, hogy A Gyűrűk Ura világában játszhat, szerintük ez tovább növelte a játék élvezeti értékét. A PC Gamer is osztotta ezt a véleményt, mivel A Gyűrűk Ura „valószínűleg a valaha volt legnagyszerűbb fantasy világ”,[28] a GameZone pedig feltette a kérdést, miszerint „Melyik önmagára valamit adó Tolkien rajongó lehet meg e játék nélkül?”[4] Az eredmények a 1UP.com-ot is kielégítették, mert leszögezte, hogy A Gyűrűk Ura rajongói nem kerülhetik el a játék megvásárlását.[8] A Game Revolution megdicsérte a játék összefonódását A Gyűrűk Ura világával, és megfigyelte, hogy a franchise mitológiája és a játék frenetikus csatái rendkívül élvezetes módon egyesültek.[25] A Gyűrűk Ura integrációja a videójátékkal a Game Informert is meggyőzte, és a folyóirat „egy újabb sikert”[24] látott benne az Electronic Arts számára.
A pozitív reakciók ellenére, a kritikák néhány problémára is felhívták a figyelmet. A PC Gamer brit kiadása elégedetlen volt a játékkal, hangsúlyozva, hogy az Electronic Arts egy sablonos játékot publikált, mert az biztonságosabb volt, mint elvinni a Harc Középföldéért II-t egy másik irányba.[27] A PC Zone egyetértett ezzel az állásponttal, kiemelve, hogy bár a játék kinézetében hatásos, ugyanakkor a valós idejű stratégia műfajában „mintegy reflexből” megmaradt a kitaposott ösvényen, ami miatt a játék „még a közelébe sem került az elvárásoknak”[29] A GameSpy csalódott a játék többjátékos módjában; túl kiegyensúlyozatlannak találta a hősök viszonylatában, akiket viszont túl erősnek ítélt.[9] Az Eurogamer a játékot átlagos színvonalúnak tartotta, megjegyezve, hogy nincs benne igazán újító jelleg.[23]
A Computer Games Magazine a Harc Középföldéért II-t 2006 harmadik legjobb játékának titulálta, és „kétségtelenül lelkes, nagyszerű műalkotásnak és stratégiának”[36] nevezte.
A Smithsonian Amerikai Képzőművészeti Múzeum a Harc Középföldéért II-t beválogatta az elmúlt 40 évet felölelő A videójátékok művészete című 80 játékok bemutató kiállításába, amely 2012 márciusától szeptemberéig volt látogatható Washington D.C.-ben.[37]

## Utólagos fejlemények
Az Electronic Arts 2006. július 27-én bejelentette, hogy a Los Angeles-i stúdiója kiadja a Harc Középföldéért II kiegészítő csomagját, melynek címe: A Gyűrűk Ura: Harc Középföldéért II: A boszorkánykirály felemelkedése. A megjelenését 2006 karácsonyi időszakára ütemezték. A játék producere, Amir Rahimi megígérte a játékosoknak azt a lehetőséget, hogy olyan csatákban harcoljanak, amelyek megelőzik A Gyűrűk Ura történéseit.[38] A boszorkánykirály felemelkedése egy új egyjátékos hadjáratot, új harci egységeket, egy új nemzetet és javított játékelemeket tartalmaz. Cselekménye az angmari boszorkánykirály „hatalomra kerülését követi angmarban, továbbá Aragorn őshazájának, Arnornak a lerohanását”.[39] A játék előállítása 2006. november 15-én kezdődött meg, és november 28-án került a boltokba.[40]
2011. január 9-én az Electronic Arts bejelentette, hogy 2011. január 11-én lekapcsolja a játék XboX 360-as verziójának online szervereit. A játék PC-változatát 2010. december 31-én kapcsolta le. Az Electronic Arts megjegyezte, hogy a játék támogatásának megszüntetése részben azért történt, mert lejárt a megállapodása a New Line Cinemával, A Gyűrűk Ura licensztulajdonosával, ami miatt nem maradt más választása, mint leállítani a játék összes online szolgáltatását.[41]

## Fordítás
- Ez a szócikk részben vagy egészben  a   The Lord of the Rings: The Battle for Middle-earth II című angol Wikipédia-szócikk ezen változatának fordításán alapul.  Az eredeti cikk szerkesztőit annak laptörténete sorolja fel. Ez a jelzés csupán a megfogalmazás eredetét és a szerzői jogokat jelzi, nem szolgál a cikkben szereplő információk forrásmegjelöléseként.